# Ngoro (plaats in Jombang)
Ngoro is een bestuurslaag in het regentschap Jombang van de provincie Oost-Java, Indonesië. Ngoro telt 6354 inwoners (volkstelling 2010).